# 一ノ瀬公聖
一ノ瀬 公聖（いちのせ こうせい、1986年1月8日 - ）は日本のプロポーカープレイヤー。
トーナメント特化型のオンラインサロン「UP POKER LABO」を主催している。

## 来歴
2006年よりカナダでの留学をきっかけにポーカーを始める。
2010年に年間300人ほどの達成者を出していたPokerStars VIPステータスSuperNova Eliteをアジアで初達成。
PokerStars,AAPoker,Natural8,GGPokerとのプロ契約実績を持つ。

## 実績
- 2024年 Triton Poker Jeju $25,000 8位 賞金 $186,000
- 2024年 APT Taipei TWD300,000 3位 賞金 $54,000
- 2024年 WSOP Las Vegas $10,000 7位 賞金 $163,000
- 2021年 WSOP Las Vegas $3,000 2位 賞金$68,000